# خواجه تاجدار

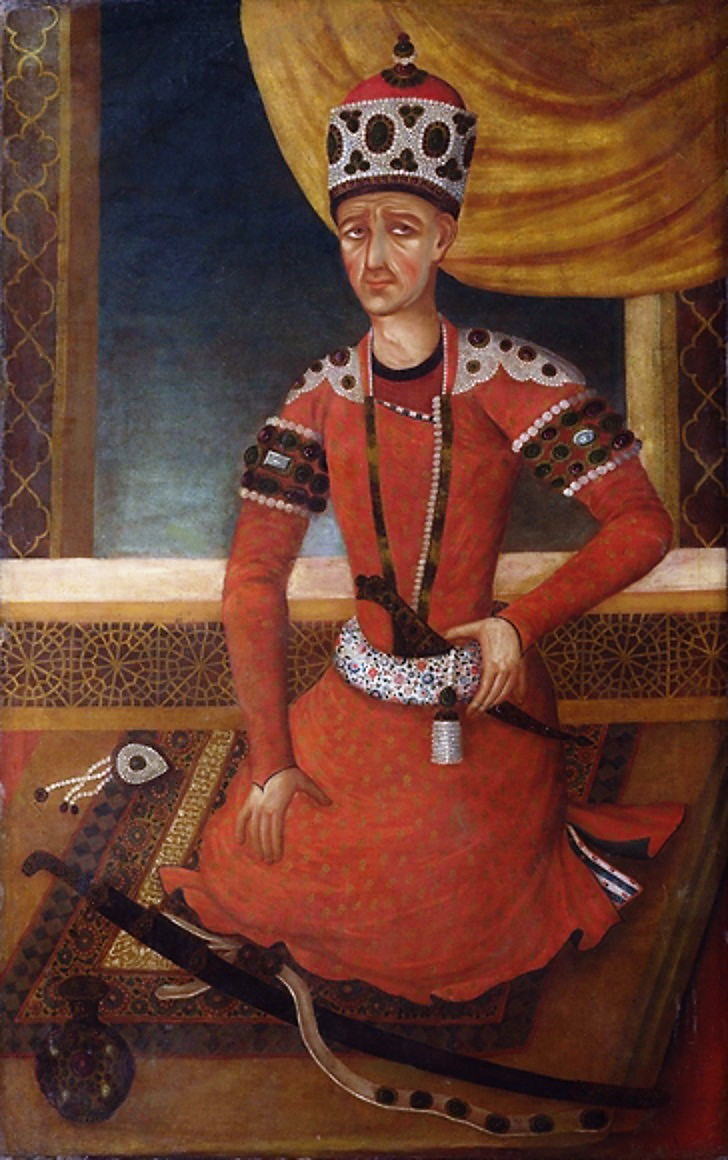
آغا محمد خان قاجار

## عناوین و سرفصل‌ها
عناوین جلد اول:
- ستاره دنباله‌دار و نوزاد بدون دنباله

در شب دوازدهم ماه ربیع الثانی سال ۱۱۵۵ هجری قمری برابر سال ۱۱۱۲ خورشیدی، در صحرای ترکمان (ولایت استرآباد) که ستاره‌ای دنباله‌دار در آن شب طلوع کرده بود محمدحسن خان رئیس طایفه «اشاقه باش» از ایل قاجار (پدر آقامحمدخان قاجار) از استرآباد به صحرای ترکمان و محل سکونت طایفه خود برگشت. آقا محمدخان، در ساعات بعد از نیمه شب به دنیا آمد و در همان شب بر اثر بارش شدید باران و جاری شدن سیل، طایفه اشاقه باش گرفتار سیل شد و خسارات و مشکلات بسیاری برای محمدحسن خان و طایفه او به وجود آمد…
- شیرزنی به نام جیران

محمدحسن خان به خاطر سیل و مشکلات طایفه‌اش، همسرش جیران (مادر آقامحمدخان قاجار) را به همراه خود آقامحمدخان به استرآباد می‌فرستد و در آن شهر حکمران استرآباد (به نام سبزعلی بیگ) بعد از دیدن جیران به خاطر زیبایی او در صدد تصاحب وی بر می‌آید و زمانی که جیران از این موضوع مطلع می‌شود تصمیم می‌گیرد به صحرای ترکمان بازگردد. سبزعلی بیک حکمران استرآباد که نمی‌خواست جیران را از دست بدهد، پنج نفر از نوکران خود را مأمور ربودن جیران می‌کند…

## انتشار و بازخورد
رمان «خواجه تاجدار» نخستین بار در دههٔ ۱۳۳۰ خورشیدی به صورت پاورقی در مجلهٔ «اطلاعات هفتگی» منتشر شد و با استقبال گستردهٔ مخاطبان روبه‌رو شد. پس از آن، این رمان به صورت کتاب منتشر شد و بارها تجدید چاپ گردید. محبوبیت این کتاب به حدی بود که در سال‌های بعد، اقتباس‌های نمایشی و رادیویی متعددی از آن صورت گرفت.

بازخوردها نسبت به این رمان، به ویژه از سوی منتقدان ادبی و تاریخ‌دانان، متفاوت بوده است. برخی از منتقدان، به قلم روان و جذاب ذبیح‌الله منصوری و توانایی او در خلق فضاهای تاریخی و شخصیت‌های داستانی اشاره کرده‌اند. با این حال، برخی دیگر از منتقدان، به عدم تطابق وقایع تاریخی با واقعیت و تخیل‌پردازی بیش از حد نویسنده انتقاد کرده‌اند. همچنین، برخی از مورخان، به تحریف وقایع تاریخی و ارائهٔ تصویری غیرواقعی از آقامحمدخان قاجار اعتراض کرده‌اند.

## انتقادات
بسیاری از اهل فن بر این باورند که چنین نویسنده‌ای وجود خارجی نداشته و این کتاب نیز مانند بیشتر ترجمه‌های ذبیح‌الله منصوری ساخته و پرداخته ذهن خود اوست.